# Estorninho-polinésio
Estorninho-polinésio  (Aplonis tabuensis) é uma espécie de ave da família Sturnidae.
Pode ser encontrada nos seguintes países: Samoa Americana, Fiji, Niue, Samoa, Ilhas Salomão, Tonga e Wallis e Futuna.
Os seus habitats naturais são: florestas secas tropicais ou subtropicais e florestas subtropicais ou tropicais húmidas de baixa altitude.